# باستن
باستن (به فرانسوی: Bastennes) یک کمون (فرانسه) در فرانسه است که در canton of Amou واقع شده‌است. باستن ۷٫۲۹ کیلومتر مربع مساحت دارد ۹۸ متر بالاتر از سطح دریا واقع شده‌است.